# Fray Mamerto Esquiú (departamento)

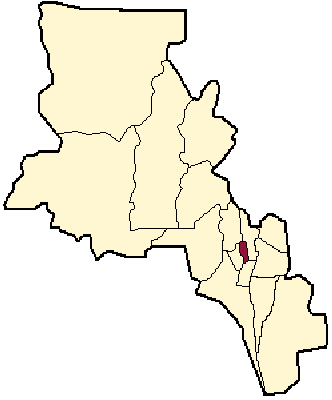
Fray Mamerto Esquiú

Fray Mamerto Esquiú é um departamento da Argentina, localizado na província de Catamarca.